# 青衣路

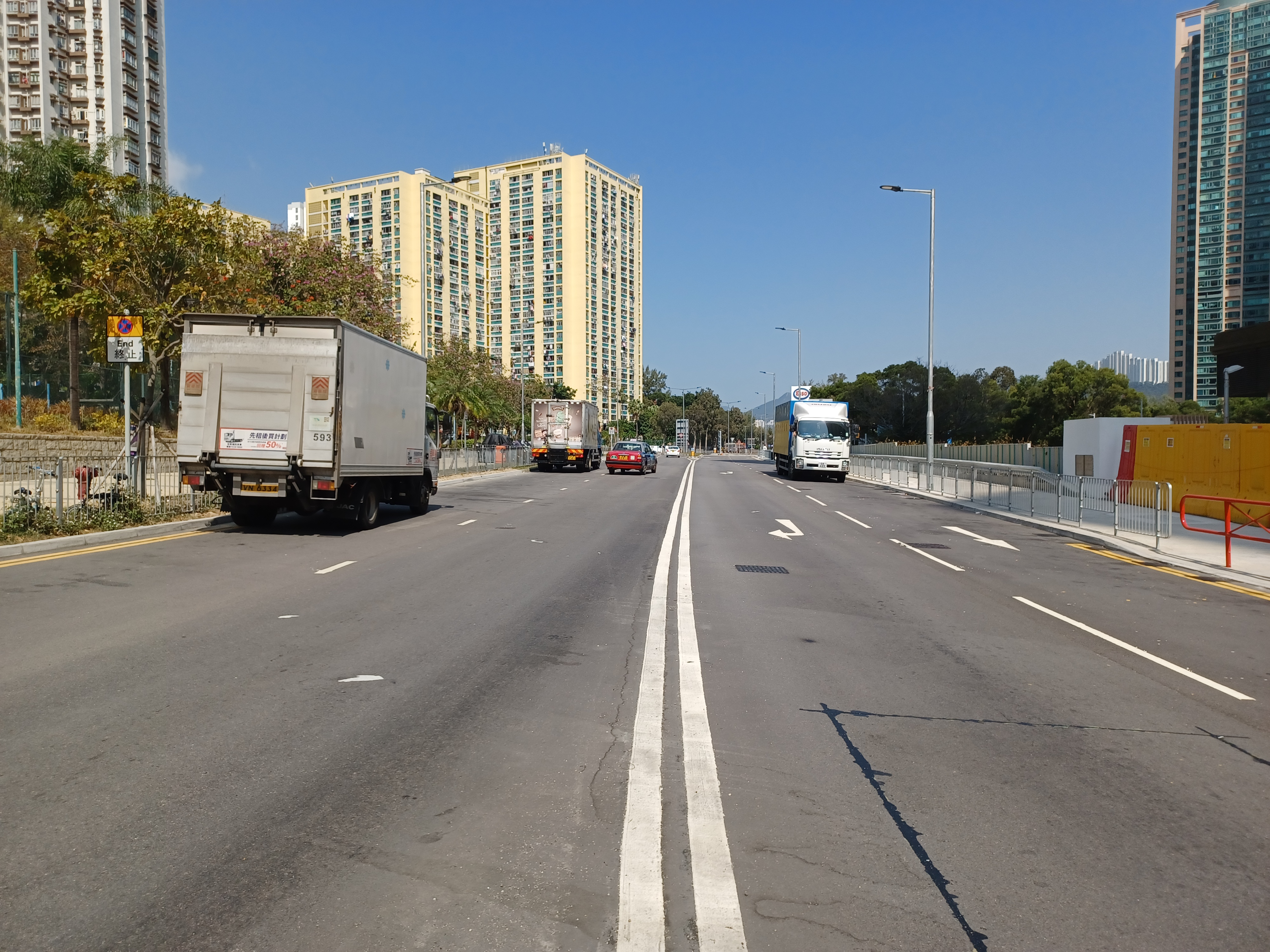
青衣路近青富苑

青衣路（英語：Tsing Yi Road）是香港的一條道路，位於新界青衣島島上，為該島的主要道路之一。道路東端位於青衣交匯處，西端連接青衣西路，是連接青衣南工業區主要道路之一。青衣路全長5.5公里，路面最寬四線雙程，為青衣新市鎮發展之一。
青衣路原為一條U形道路，因興建8號幹線青衣至荔枝角段而被斷開兩截。
青衣路於1978年10月連同青衣其他五條道路獲得青衣鄉事委員會認可理民府的命名徵詢，1979年7月刊憲命名。

## 交匯道路
- 青衣西路
- 西草灣道
- 青強街
- 青南街
- 青尚路
- 青鴻路
- 青沙公路
- 青衣航運路
- 青衣鄉事會路
- 葵青路
- 青衣大橋
- 青康路
- 細山路